# Hypobapta eugramma
Hypobapta eugramma är en fjärilsart som beskrevs av Oswald Beltram Lower 1892. Hypobapta eugramma ingår i släktet Hypobapta och familjen mätare. Inga underarter finns listade i Catalogue of Life.